# Смітленд (Айова)
Смітленд (англ. Smithland) — місто (англ. city) в США, в окрузі Вудбері штату Айова. Населення — 181 особа (2020).

## Географія
Смітленд розташований за координатами 42°13′44″ пн. ш. 95°55′52″ зх. д. / 42.22889° пн. ш. 95.93111° зх. д. (42.228960, -95.931171).  За даними Бюро перепису населення США в 2010 році місто мало площу 0,96 км², уся площа — суходіл.

## Демографія
Згідно з переписом 2010 року, у місті мешкали 224 особи в 100 домогосподарствах у складі 65 родин. Густота населення становила 234 особи/км².  Було 109 помешкань (114/км²).
Расовий склад населення:
| - 97,3 % — білих - 2,2 % — осіб інших рас |

До двох чи більше рас належало 0,4 %. Частка іспаномовних становила 3,1 % від усіх жителів.
За віковим діапазоном населення розподілялося таким чином: 19,6 % — особи молодші 18 років, 55,4 % — особи у віці 18—64 років, 25,0 % — особи у віці 65 років та старші. Медіана віку мешканця становила 49,0 року. На 100 осіб жіночої статі у місті припадало 101,8 чоловіків;  на 100 жінок у віці від 18 років та старших — 89,5 чоловіків також старших 18 років.
Середній дохід на одне домашнє господарство  становив 44 224 долари США (медіана — 38 750), а середній дохід на одну сім'ю — 60 530 доларів (медіана — 70 000). За межею бідності перебувало 21,3 % осіб, у тому числі 40,0 % дітей у віці до 18 років та 17,5 % осіб у віці 65 років та старших.
Цивільне працевлаштоване населення становило 82 особи. Основні галузі зайнятості: науковці, спеціалісти, менеджери — 23,2 %, будівництво — 22,0 %, освіта, охорона здоров'я та соціальна допомога — 19,5 %.